# Вопенрот
Вопенрот (њем. Woppenroth) општина је у њемачкој савезној држави Рајна-Палатинат. Једно је од 134 општинска средишта округа Рајн-Хунсрик. Према процјени из 2010. у општини је живјело 292 становника. Посједује регионалну шифру (AGS) 7140164.

## Географски и демографски подаци
Вопенрот се налази у савезној држави Рајна-Палатинат у округу Рајн-Хунсрик. Општина се налази на надморској висини од 406 метара. Површина општине износи 8,7 km². У самом мјесту је, према процјени из 2010. године, живјело 292 становника. Просјечна густина становништва износи 34 становника/km².